# Alexander Knox (teolog)
Alexander Knox, född 17 mars 1757, död 17 januari 1831, var en irländsk lekmannateolog.
Knox var en av Oxfordrörelsens förelöpare och samtidigt djupt påverkad av John Wesley och evangelikalismen. Knox:s skrifter, mestadels brev, utgavs 1834-37.